# Erwin Harkener
Erwin Harkener (* 27. August 1928) ist ein ehemaliger deutscher Fußballspieler.

## Karriere
Harkener spielte in der Saison 1946/47 für den SV Rotthausen in der Bezirksklasse und wechselte anschließend zu den Sportfreunden Katernberg, für die er bis Saisonende 1948/49 in der Oberliga West, eine von fünf Staffeln als höchste deutsche Spielklasse, zum Einsatz kam. Sein Debüt gab er am 12. Oktober 1947 (5. Spieltag) beim 1:0-Sieg im Auswärtsspiel gegen den VfR Köln 04 rrh., sein erstes Tor erzielte er am 4. Januar 1948 (11. Spieltag) bei der 1:2-Niederlage im Auswärtsspiel gegen Preußen Dellbrück mit dem Treffer zum 1:0 in der 20. Minute. Abstieg bedingt absolvierte er die Folgesaison in der Gruppe II der 2. Oberliga West. Nach der Oberligarückkehr absolvierte Harkener 1950/51 beim Erreichen des 12. Ranges an der Seite von Mitspielern wie Heinz Kubsch, Helmut Rahn und Willi Vordenbäumen 29 Ligaspiele, in denen er sieben Tore für die Sportfreunde erzielte. Nachdem seiner Mannschaft nach nur einer Saison die Rückkehr in die erstklassige Oberliga West gelungen war, absolvierte er noch zwei Spielzeiten in dieser und bestritt insgesamt 121 Oberligaspiele für diese Mannschaft, für die er 24 Tore erzielte, bevor er zur Saison 1953/54 zum FC Schalke 04 wechselte.
Für den Verein aus Gelsenkirchen bestritt er bis Saisonende 1956/57 70 Punktspiele, in denen er sechs Tore erzielte. Während seiner Vereinszugehörigkeit – die Saison 1955/56 wurde als Zweitplatzierter hinter Borussia Dortmund abgeschlossen – nahm er an der Endrunde um die Deutsche Meisterschaft und bestritt zunächst das Qualifikationsspiel, das am 5. Mai 1956 mit 2:1 nach Verlängerung gegen Hannover 96 gewonnen wurde.
In der in zwei Gruppen zu je vier Mannschaften mit Hin- und Rückspiel ausgetragenen Meisterschaft, von denen beide Sieger das Finale bestritten, kam er in allen sechs Spielen der Gruppe 1 zum Einsatz und erzielte im dritten und vierten Spiel jeweils ein Tor.
Ferner bestritt er drei Spiele im DFB-Pokal-Wettbewerb, in dem er am 26. September 1954 beim 1:1-Unentschieden nach Verlängerung gegen den 1. FC Schweinfurt im Achtelfinale debütierte. Danach wurde er am 2. Januar 1955 beim 2:0-Sieg über den TuS Bremerhaven 1893 eingesetzt. Sein letztes Spiel in diesem Wettbewerb war das am 21. Mai 1955 in Braunschweig vor 25.000 Zuschauern ausgetragene Finale; dieses wurde mit dem in der 86. Minute von Oswald Traub, Spieler des Karlsruher SC, erzielten Siegtreffer mit 2:3 verloren.

## Erfolge
- DFB-Pokal-Finalist 1955